# Primer ministre de Tuvalu
El Primer Ministre de Tuvalu és el cap de govern de Tuvalu. D'acord amb la constitució de Tuvalu, el Primer Ministre ha de ser sempre un membre del Parlament, i és triat pel Parlament en una votació secreta. Perquè no hi ha partits polítics de Tuvalu, als membres del Parlament poden ser nominats per al paper. El Governador General de Tuvalu és responsable de dur a terme l'elecció, i per proclamar-ne el guanyador.
L'oficina del Primer Ministre es va crear quan Tuvalu va obtenir la independència en 1978, encara que el lloc és de vegades considerat com una continuació de l'anterior oficina del Primer Ministre, que va ser creat en 1975. El Primer Ministre també serveix com a ministre d'Afers exteriors de Tuvalu. Si el primer ministre mor, com ha ocorregut en una ocasió, el viceprimer ministre es converteix en Primer Ministre fins que un de nou és triat pel parlament. El primer ministre pot perdre el seu càrrec per dimissió, sent derrotat en un vot de confiança, no pel Parlament, o perdre el seu escó en una elecció parlamentària. Diversos ex-primers ministres s'han convertit en els governadors generals de Tuvalu.
|    | Nom                            | Va prendre el càrrec | Va deixar el càrrec |
| 1  | Toaripi Lauti                  | 1 d'octubre 1978     | 8 de setembre 1981  |
| 2  | Tomasi Puapua                  | 8 de setembre 1981   | 16 d'octubre 1989   |
| 3  | Bikenibeu Paeniu, 1.er període | 16 d'octubre 1989    | 10 de desembre 1993 |
| 4  | Kamuta Latasi                  | 10 de desembre 1993  | 24 de desembre 1996 |
|    | Bikenibeu Paeniu, 2n. període  | 24 de desembre 1996  | 27 d'abril 1999     |
| 5  | Ionatana Ionatana              | 27 d'abril 1999      | 8 de desembre 2000  |
|    | Lagitupu Tuilimu (interí)      | 8 de desembre 2000   | 24 de febrer 2001   |
| 6  | Faimalaga Luka                 | 24 de febrer 2001    | 14 de desembre 2001 |
| 7  | Koloa Talake                   | 14 de desembre 2001  | 2 d'agost 2002      |
| 8  | Saufatu Sopoanga               | 2 d'agost 2002       | 27 d'agost 2004     |
| 9  | Maatia Toafa, 1.er període     | 27 d'agost 2004      | 14 d'agost 2006     |
| 10 | Apisai Ielemia                 | 14 d'agost 2006      | 29 de setembre 2010 |
|    | Maatia Toafa, 2n. període      | 29 de setembre 2010  | 24 de desembre 2010 |
| 11 | Willy Telavi                   | 24 de desembre 2010  | 1 d'agost 2013      |
| 12 | Enele Sopoaga                  | 1 d'agost 2013       | Present             |